# Gastronomia de Suècia
La gastronomia de Suècia és el menjar tradicional de Suècia. A causa de la gran extensió vertical de Suècia, hi ha diferències regionals entre la cuina del nord i del sud del país.
Històricament, a l'extrem nord, es menjaven carns com la de ren i altres plats de (semi-)caça, alguns dels quals tenen les seves arrels a la cultura sami, mentre que les verdures fresques han tingut un paper més important al sud. Molts plats tradicionals fan servir sabors senzills i contrastats, com el plat tradicional de mandonguilles i salsa de crema marró amb pastís i melmelada de nabiu vermell (lleugerament similar al de la salsa de nabius).
Els suecs han estat tradicionalment molt oberts a influències estrangeres, que van des de la cuina francesa durant els segles XVII i XVIII, fins al sushi i al caffè latte d’avui dia.

## Característiques

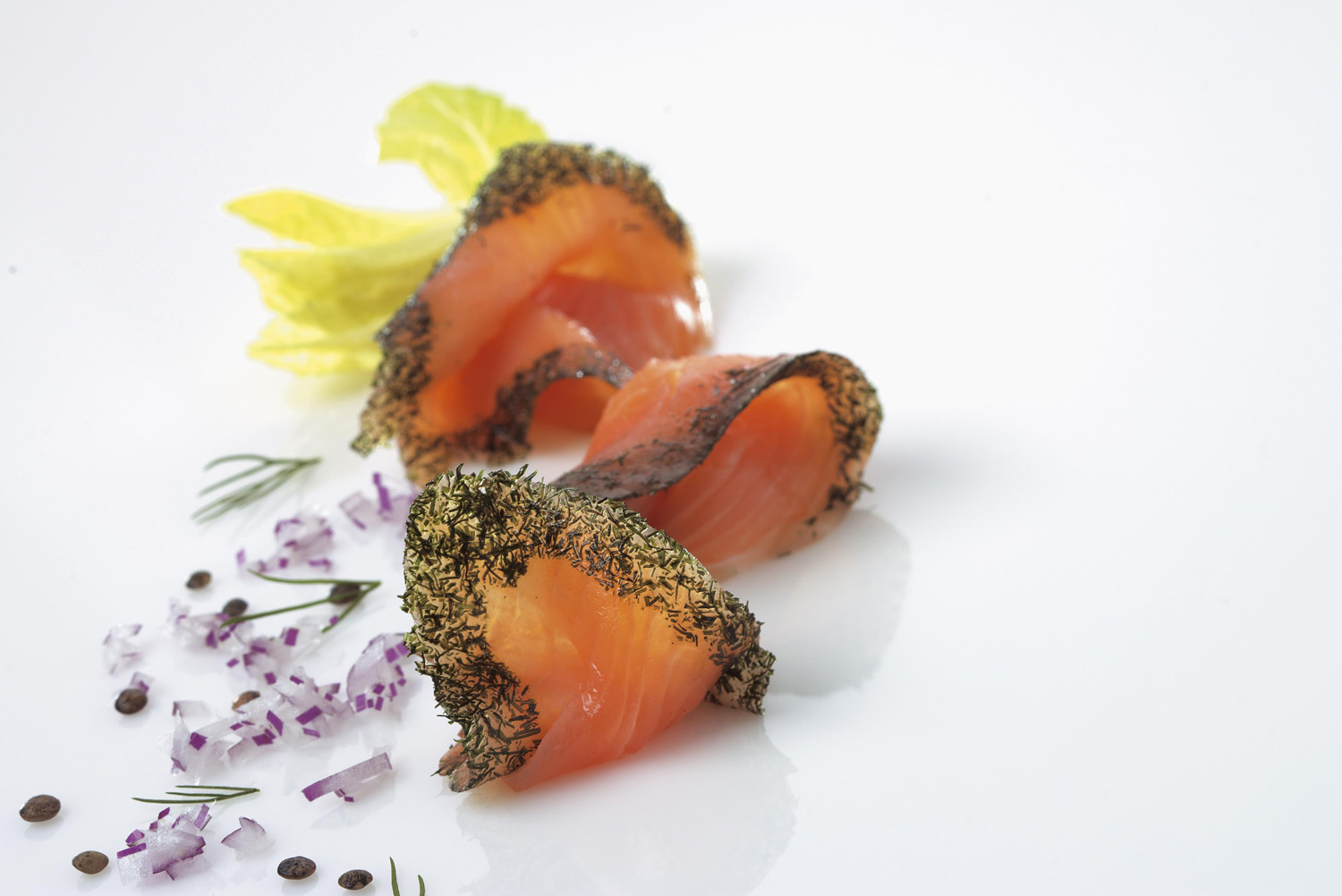
Uns talls de gravlax, salmó curat amb sal, sucre i anet.

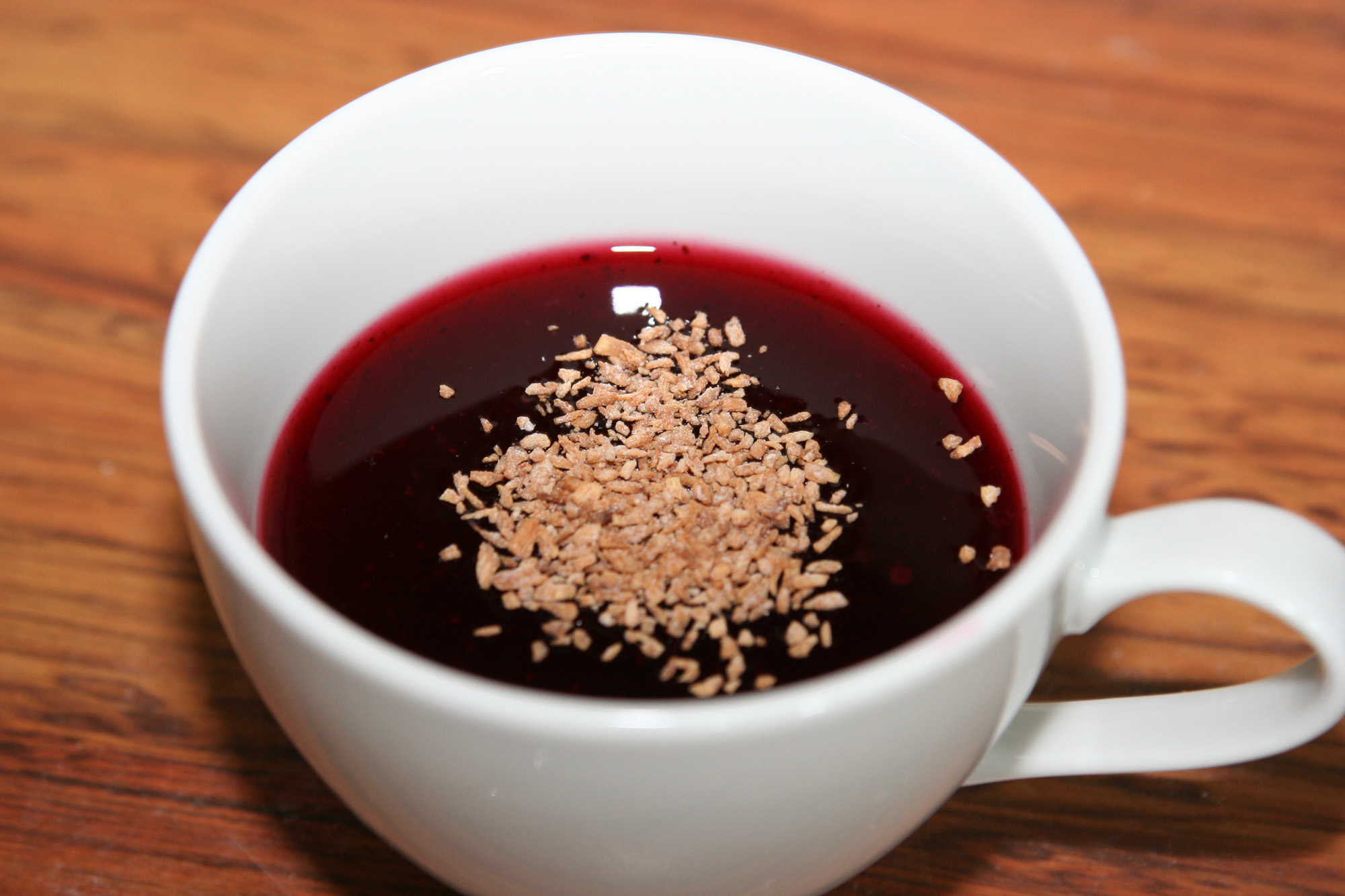
Una tassa de blåbärssoppa servida amb cereals per sobre.

La gastronomia sueca es podria descriure com una cuina centrada en productes làctics sofisticats, pans cruixents i suaus (sovint ensucrats), baies i fruites de pinyol, vedella, pollastre, xai, porc, ous i productes del mar. Les patates se solen servir com a acompanyament, sovint bullides. La cuina sueca té una gran varietat de pans de diferents formes i mides, de sègol, blat, civada, blanc, fosc, massa fermentada i gra sencer, inclosos els plans i els cruixents (knäckebröd). Hi ha molts tipus de pans endolcits i alguns utilitzen espècies. Molts plats de carn, especialment les mandonguilles, se serveixen amb melmelada de nabius. També són típiques de la gastronomia de Suècia les sopes de fruites amb una viscositat elevada, com la sopa de gavarrons i la blåbärssoppa, feta amb nabius, i que se serveixen fredes o calentes. La mantega i la margarina són les principals fonts de greixos, tot i que l'oli d’oliva és cada vegada més popular. La tradició pastissera de Suècia inclou una gran varietat de panets de llevat, galetes i pastissos; molts d'ells tenen un estil molt ensucrat i es mengen sovint amb cafè (fika).

## Aliments, plats i àpats

### Cuina tradicional

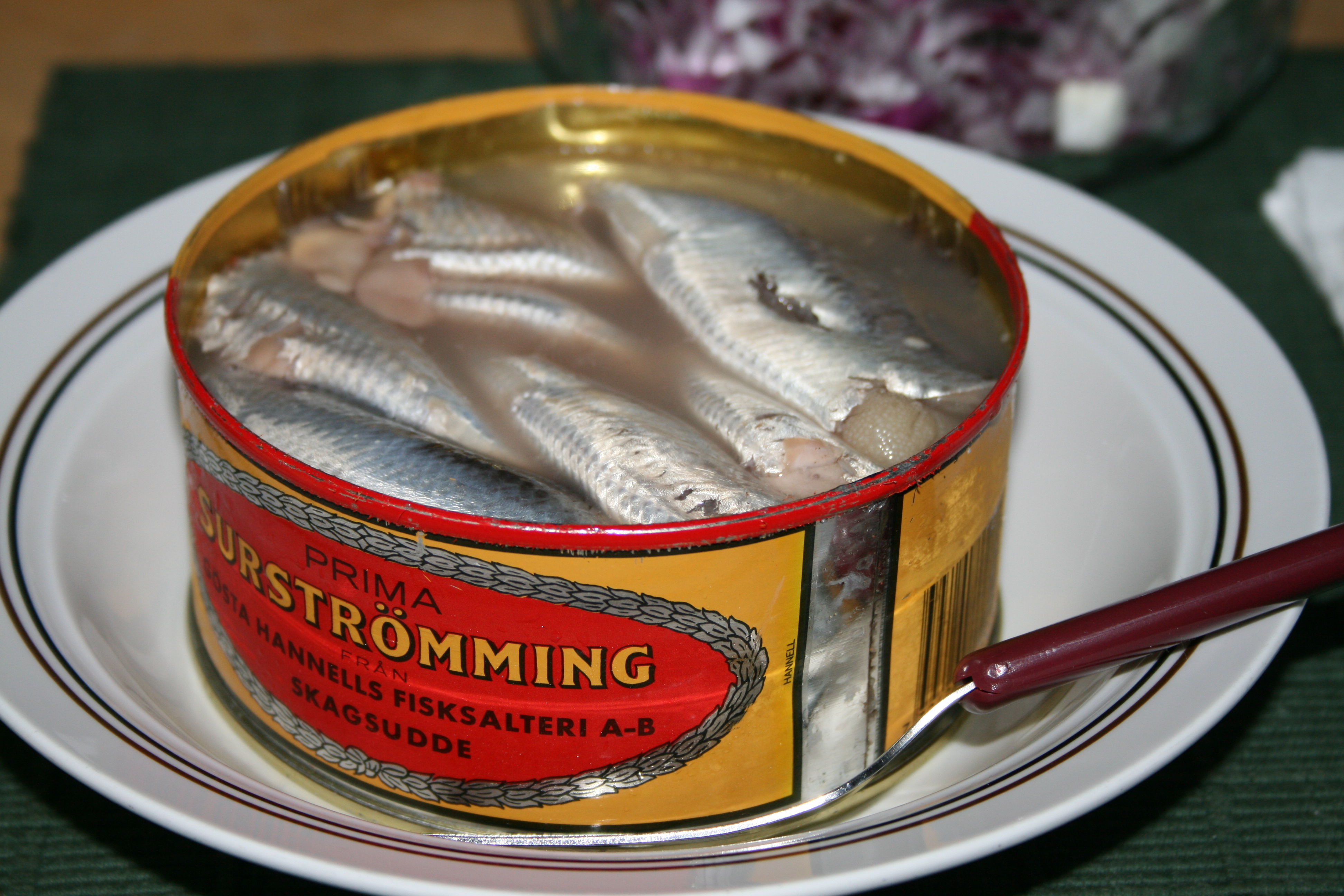
Una llauna de surströmming, una delicadesa sueca que consisteix en areng fermentat del Mar Bàltic.

Els plats tradicionals suecs, alguns dels quals tenen molts centenars d’anys, d'altres potser un segle o menys, continuen sent una part molt important dels àpats quotidians suecs, tot i que la cuina sueca actual adopta molts plats internacionals.
L’husmanskost suec indica els plats tradicionals suecs amb ingredients locals, la cuina sueca clàssica quotidiana. La paraula husmanskost prové d’husman, que significa "propietari de casa", i el terme s'utilitzava originalment per a la majoria de menjars senzills de camp fora de les ciutats. L’husmanskost suec genuí utilitzava principalment ingredients locals com el porc en totes les seves formes, peix, cereals, llet, patata, verdures d’arrel, col, ceba, pomes, baies, etc.; la vedella i el xai s'utilitzaven amb més moderació. A més de les baies, les pomes són la fruita tradicional més utilitzada, que es menja fresca o se serveix com a pastís de poma o compota de poma. Normalment s'utilitzen mètodes de cocció que consumeixen molt de temps, com el redningar (roux) i el långkok (literalment "bullit llarg"), i s'utilitzen poc les espècies. Alguns exemples de husmanskost suec són la sopa de pèsols (ärtsoppa), pastanaga bullida i en puré, la patata i el colinap servits amb porc (rotmos med fläsk), moltes varietats de salmó (com el gravlax, l’inkokt lax, fregit o encurtit), les varietats d'arengada (la majoria comunament marinada, però també fregides, gratinades, etc.), boles de peix (fiskbullar), mandonguilles (köttbullar), pastissets de patata amb carn o altres ingredients (palt), creps de patata (raggmunk), varietats de porridge (gröt), una barreja de trossos de patata, diferents tipus de carn, salsitxes, cansalada i ceba fregits (pytt i panna), guisat de carn amb ceba (kalops) i pastissets de patata amb farcit de ceba i porc (kroppkakor).

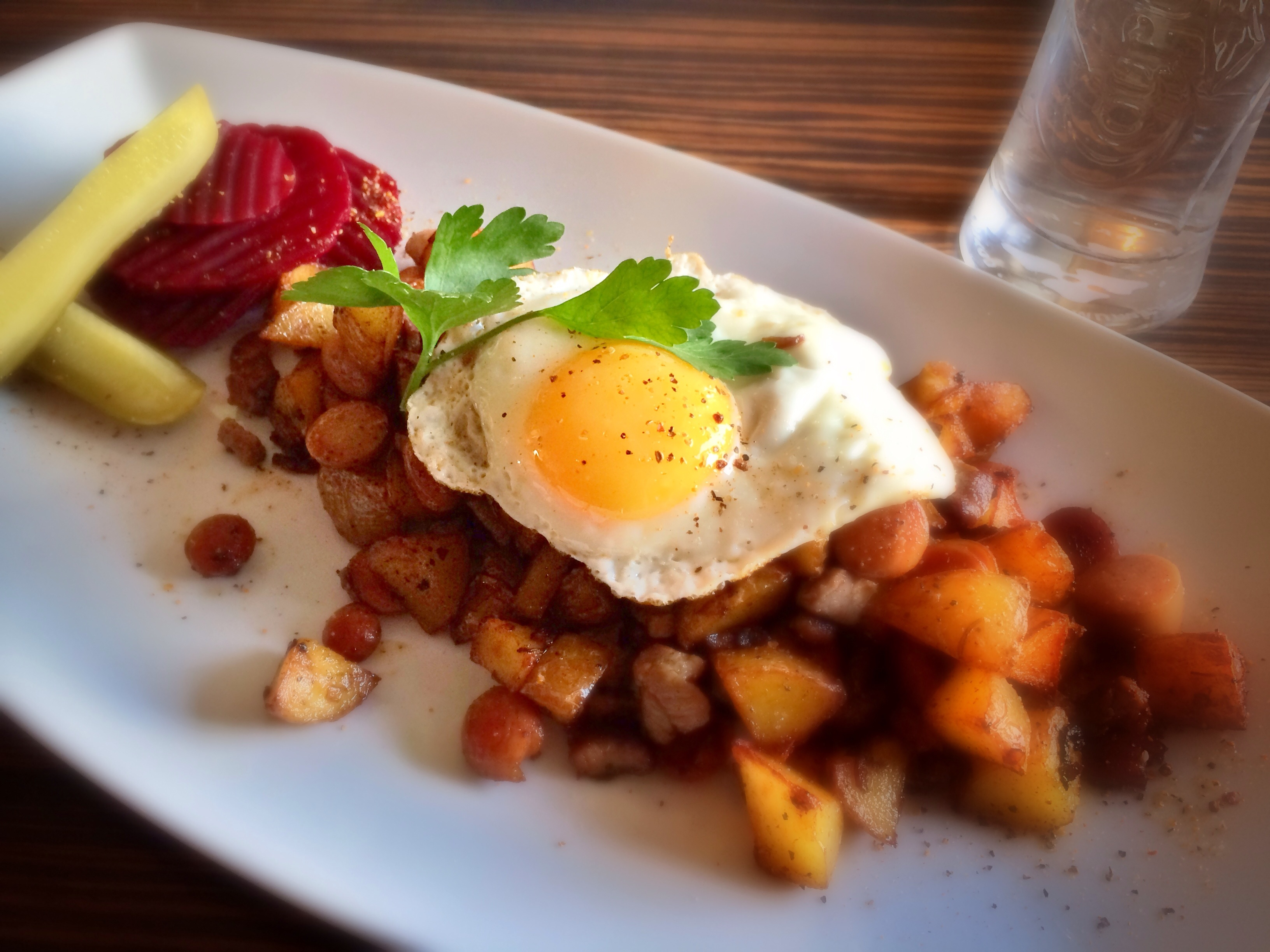
Un plat de pytt i panna.

A nivell internacional, la tradició culinària sueca més reconeguda és l’smörgåsbord i, per Nadal, el julbord, que inclou plats suecs coneguts com el gravlax i les mandonguilles. A Suècia, tradicionalment, el dijous ha estat el "dia de la sopa"; una de les sopes sueques més tradicionals, ärtsoppa encara se serveix en molts restaurants i llars cada dijous, una tradició des de l'edat mitjana. Ärtsoppa és una sopa de pèsols grocs, molt espessa, bàsicament formada per pèsols grocs bullits, una mica de ceba, sal i trossos de porc; sol servir-se amb mostassa i després les postres de pannkakor (pancakes prims).

### Aliments
No ha estat fins als darrers 50 anys que la pasta i l'arròs s'han convertit en habituals a les taules sueques. Les patates, en canvi, es mengen durant tot l’any com a principal font d’hidrats de carboni i són un aliment bàsic en molts plats tradicionals. Hi ha diversos tipus de patates; la més apreciada és la patata nova, que madura a principis d’estiu i es gaudeix a la festa tradicional d’estiu, quan se serveixen amb arengades en vinagre, cibulet, crema agra i les primeres maduixes de l’any se serveixen tradicionalment com a postres.
El bolet més apreciat a Suècia és el rossinyol, que es considera una delicadesa, i que se solen servir com a guarnició de filets, o fregits amb ceba i salsa servits en un entrepà obert. En segon lloc hi ha els ceps, que també es consideren quasi una delicadesa, i que en suec s'anomenen karljohansvamp; reben el nom de Carles XIV Joan (Karl XIV Johan), qui va introduir-ne el seu ús com a aliment.
A la gastronomia de Suècia hi ha una gamma limitada de peix i altres productes del mar, tot i que són una part important de la cuina sueca. El salmó de Noruega de piscifactoria ha esdevingut cada vegada més popular, i l'arengada en vinagre, endolcida (inlagd sill) és el més tradicional dels aperitius suecs. Les gambes i la llagosta són especialitats de la costa de Skagerrak. També hi ha l’arengada bàltica fermentada que, amb el seu aroma picant, és estimada i odiada (en suec: surströmming). A l’agost, a la festa tradicional coneguda com a kräftskiva (festa del cranc de riu), els suecs mengen grans quantitats de cranc de riu, bullits i després marinats en un brou amb sal, una mica de sucre i una gran quantitat d’herba d'anet.
Els bakelser i altres tipus de kaffebröd (o més col·loquialment fikabröd) són diverses formes de pastisseria, trossos de pastís, galetes i panets que se solen consumir amb cafè. Entre els tipus més populars de kaffebröd disponibles en un konditori (cafeteria / pastisseria) tradicional suec s'inclouen: kanelbulle, wienerbröd, chokladboll, kringla, punschrulle, biskvi, prinsesstårta, budapestbakelse, napoleonbakelse, kladdkaka, toscakaka, arraksboll.

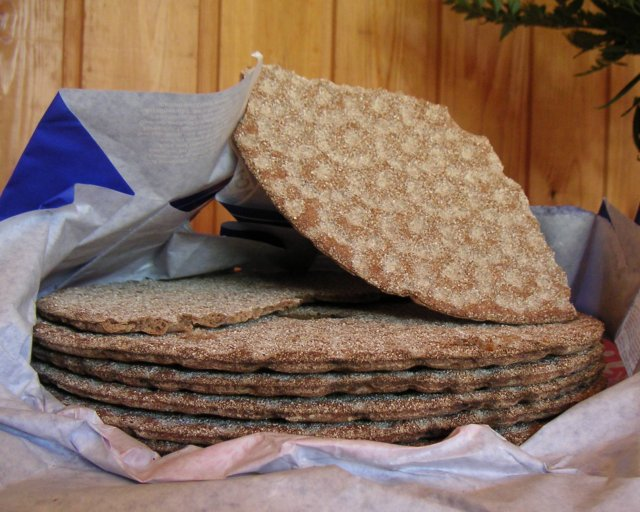
Knäckebröd, un pa aplanat, endurit i cruixent.

Molts tipus tradicionals de pa suec, com ara el sirapslimpa (menys de moda avui en dia, però encara molt popular), són una mica dolços per si mateixos, cuits amb petites quantitats de xarop. Com en molts altres països europeus, també hi ha molts pans no ensucrats, sovint elaborats amb massa mare (surdeg). Els pans suecs es poden fer a partir de cereals integrals, gra fi o qualsevol cosa entremig, i hi ha varietats blanques, marrons i realment fosques (com a Finlàndia) que són comuns. El barkis o bergis és una versió localitzada del halah que normalment es fabrica sense ous.
El Brödinstitutet ("L'Institut del Pa") va fer una campanya amb una cita de la Junta Nacional de Salut i Benestar de Suècia, que va recomanar menjar de sis a vuit llesques de pa diàries.
Els productes baixos en greixos, el pa integral i altres alternatives són habituals: les botigues de queviures solen vendre llet en quatre o cinc nivells diferents de greixos, del 3% al 0,1%.

### Àpats
Els àpats consisteixen en un esmorzar a primera hora del matí (frukost), un dinar lleuger abans del migdia (dinar) i un sopar intens (middag) cap a les sis o les set del vespre. També és freqüent prendre un refrigeri, sovint un entrepà o una fruita, entre els àpats (mellanmål). La majoria dels suecs també prenen un cafè a la tarda, sovint juntament amb una pasta (fika). A totes les escoles de primària i a la majoria d’escoles secundàries se serveix un dinar calent a l’hora de dinar com a part de l'estat del benestar de Suècia. Segons la llei escolar sueca, aquest menjar ha de ser dens en nutrients.
L'esmorzar sol consistir en sandvitxos oberts (smörgås), possiblement en pa cruixent (knäckebröd). El sandvitx es fa sovint untant amb mantega i cobrint-lo amb formatge dur, carn freda, caviar, messmör (un preparat dolç noruec per untar fet de mantega i sèrum de llet), pernil (skinka) i tomàquets o cogombre. El filmjölk (llet o mantega fermentada), o de vegades iogurt, també és un aliment tradicional per esmorzar, que se serveix generalment en un bol amb cereals com flocs de blat de moro, muesli o farinetes (gröt) de vegades es menja a l'esmorzar, a base de farina de civada, crema de blat menjat amb llet i melmelada o canyella amb sucre. Les begudes habituals per esmorzar són la llet, el suc de fruita, el te o el cafè.

## Begudes

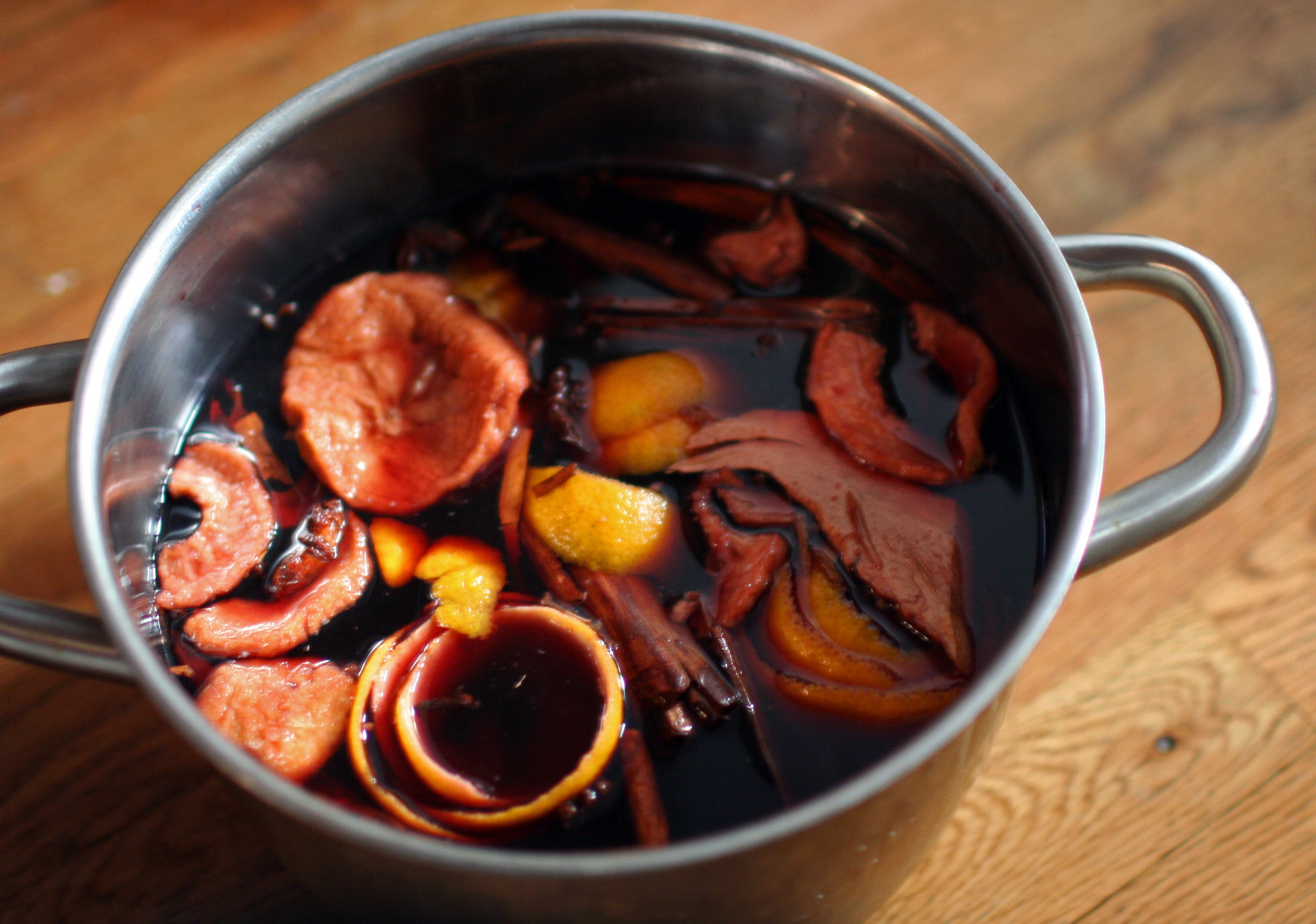
Glögg infusionant, fet amb pel·les de taronja i espècies.

Suècia ocupa el segon lloc entre els països més consumidors de cafè del món.
El consum de llet a Suècia també és molt elevat, just després de Finlàndia. La llet es considera la beguda habitual per menjar durant els dies feiners en moltes famílies, tant per a nens com per a adults. La Junta Nacional de Salut i Benestar de Suècia va fer campanya recomanant beure llet, sovint es recomana beure de dos a tres gots de llet al dia. Una enquesta duta a terme en nom de Mjölkfrämjandet, una organització que promou el consum de llet sueca, va concloure que el 52% dels suecs enquestats beuen llet almenys una vegada al dia.
Entre les begudes alcohòliques hi trobem el mumma (una beguda tradicional de Nadal, normalment una barreja de cervesa fosca -porter-, alguna cervesa clara -pilsner-, vi i alguna cosa dolça -sockerdricka o julmust-; comunament condimentat amb cardamom), el glögg (un vi calent típic de Nadal) o el julmust (un refresc dolç molt consumit a l'època nadalenca).
La producció de begudes destil·lades té una tradició que es remunta al segle xviii i es va situar a la màxima intensitat a la dècada de 1840. Des de la dècada de 1880, Systembolaget, de propietat estatal, té el monopoli de la venda de begudes alcohòliques amb més d’un 3,5% de graduació, cosa que limita l’accés. El punsch és un licor tradicional a Suècia que va ser molt popular durant el segle xix.
Suècia forma part del cinturó del vodka i les begudes destil·lades històricament, com ara el brännvin i l'snaps, han estat un complement diari tradicional dels aliments. El consum de vi a Suècia ha augmentat durant els darrers cinquanta anys, en part a costa de la cervesa i les begudes alcohòliques més fortes.
La cervesa també es consumeix àmpliament a Suècia i la cervesa típica sueca és la lager de tipus brillant i malta. Les marques Pripps Blå i Norrlands Guld són exemples habituals. En les darreres dècades, han sorgit moltes petites cerveseries (microcerveseries) a tota Suècia que ofereixen una àmplia gamma d’estils i marques.